# Grobla (województwo dolnośląskie)
Grobla (niem. Gräbel) – wieś w Polsce położona w województwie dolnośląskim, w powiecie jaworskim, w gminie Paszowice, na Pogórzu Kaczawskim (Pogórzu Złotoryjskim) w Sudetach.

## Podział administracyjny
W latach 1975–1998 miejscowość administracyjnie należała do województwa legnickiego.

## Demografia
Jest najmniejszym sołectwem gminy Paszowice. Według Narodowego Spisu Powszechnego posiadała 98 mieszkańców (III 2011 r.).

## Położenie
Grobla-wieś położona w południowo-zachodniej Polsce, w południowo-wschodniej części Pogórza Kaczawskiego, na terenie Parku Krajobrazowego Chełmy, około 6,8 km na północny wschód, od centrum miejscowości Bolków.

## Charakterystyka
Niewielka, rozproszona wieś, o luźnym układzie zabudowań, ulokowana w dolinie, w obrębie malowniczego, przełomowego odcinka rzeki Nysy Małej w pobliżu rezerwatu przyrody "Nad Groblą". Przez wieś przepływa rzeka i dochodzi droga lokalna z Kwietnik. Zabudowa wsi składa się z pojedynczych budynków gospodarczych i mieszkalnych rozlokowanych na wysokości 280 m n.p.m. po obu stronach drogi i rzeki. Jest to wieś, o charakterze rolniczym. Wokół wsi rozciągają się użytki rolne i łąki, leżące głównie na zboczach doliny. Na obszarze wsi występują, niewielkie pasy zieleni z drzew liściastych w formie przydomowych nasadzeń, oraz wzdłuż rzeki i miedz. Wieś otacza od strony południowej las mieszany. Otoczona jest ona niewielkimi wzniesieniami, od strony północnej nad wsią dominują wzniesienie "Grabowa" i "Nad Groblą", a od południa wzniesienie "Zagroda" i "Szubienicza". We wsi zachowało się kilka domów mieszkalnych i mieszkalno-gospodarczych o cechach charakterystycznych dla budownictwa regionalnego, z połowy XIX wieku, gotycki kościół pw. św. Anny z XIV wieku przebudowany w XVI wieku otoczony kamiennym murem, park przypałacowy, pałac z XVI wieku przebudowany na styl barokowy w XVIII wieku, zabytkowy przykościelny cmentarz.

## Historia
Wieś do 1945 roku nosiła nazwę Gräbel. W okresie przedchrześcijańskim na terenie obecnej wsi istniało prawdopodobnie pogańskie miejsce kultu Słowian ze "świętym gajem". Po wprowadzeniu chrześcijaństwa wieś była miejscem pielgrzymkowym. Najstarsza wzmianka o miejscowości pochodzi z 1399 roku, w której wymienia się "Nassengrebil" Wilgotna Grobla, jako miejscowość z kościołem. Pierwszym właścicielem Grobli był Schindla, którego tablica nagrobna z 1473 roku znajduje się we wnętrzu miejscowego kościoła. W połowie XV wieku za panowania Schindla na miejscu pierwotnego kościoła zbudowano obecny kościół. W średniowieczu miejscowość położona była na peryferiach piastowskiego księstwa świdnicko–jaworskiego. Była to wieś folwarczna i należała do rodów szlacheckich. W XVI wieku powstał w Grobli pierwotny, dwór w stylu renesansowym, który otoczony był fosą, z mostami. Na przełomie XVII-XVIII wieku właścicielami wsi byli członkowie rodów von Zedlitz i von Nostitz. W 1702 lub 1707 roku przebudowano dwór, z zachowaniem fosy i mostów. Na przełomie XVIII-XIX wieku właścicielem wsi był Gustav Zahn, który 1902 roku przebudował dwór na obecną wygląd rezydencji. W XIX wieku była to dość duża wieś, licząca 340 mieszkańców. Wieś w tym okresie posiadała duży majątek ziemski, czynne były dwa młyny wodne, cegielnia, browar, gorzelnia i młyn do mielenia kory dębowej. Z tego okresu pochodzi przypałacowy park o powierzchni 1,5 ha. W 1932 roku cały majątek o wielkości 135,75 ha nabył rolnik Kurt Scholz.

## Zabytki
Do wojewódzkiego rejestru zabytków wpisane są obiekty:
- gotycki kościół filialny pw. św. Anny, wzmiankowany w 1399 r. - z XIV w., obecny wzniesiony w XVI w., przebudowany w XV, XIX w.,
- cmentarz przykościelny
- zespół dworski, z XV w., przebudowany w XIX/XX w.:
  - dwór z XVI w, przebudowany na początku XVIII w.
  - park ze starodrzewem.

inne zabytki:
- kompleks zabudowań gospodarczych.

## Godne uwagi
- "Wąwóz Grobla" z rezerwatem przyrody Nad Groblą oraz "Wąwóz Siedmica" z rezerwatem przyrody Wąwóz Siedmica.
- Wzniesienie Radogost z wieżą widokową.

## Ciekawostki
- W murze przykościelnym znajduje się stary kamienny krzyż nieznanego wieku, przeznaczenia ani pierwotnego usytuowania. Na krzyżu jest ryt noża. Pojawiająca się hipoteza, że jest to tzw. krzyż pokutny a ryt przedstawia narzędzie zbrodni nie ma bezpośrednich dowodów i oparta jest wyłącznie na nieuprawnionym założeniu, że wszystkie stare kamienne monolitowe krzyże, są krzyżami pokutnymi (pojednania)[5], chociaż w  rzeczywistości powód fundacji takiego krzyża może być różnoraki, tak jak każdego innego krzyża.
- Ze starych ruin przykościelnej kaplicy, podziemny korytarz prowadzi do pobliskiego majdanu.
- Nazwa miejscowości Grobla pochodzi od terenu, który tworząc naturalną groblę rozdziela dwie rzeki Nysę Małą i Młynówkę.
- Przy wejściu do kościoła rosła 170-letnia lipa drobnolistna, obecnie istnieje jedynie jej klomb, a obok stawu pomnikowy dąb szypułkowy o obwodzie 480 cm

## Inne
Nazwa pobliskiej chatki turystycznej "Poganka" nawiązuje do historycznej przeszłości tych terenów, na których wcześniej było mocno zakorzenione pogaństwo.

## Turystyka
- Przez wieś prowadzą szlaki turystyczne:
  -  zielony - z Grobli do Muchowa.
  -  czerwony - z Bolkowa przez Myślibórz do Złotoryi.
- Na północ od wsi w małym wąwozie położony jest turystyczny schron samoobsługowy "Chatka Poganka".